# Красноставська сільська рада (Снятинський район)
| Красноставська сільська рада — колишній орган місцевого самоврядування у Снятинському районі Івано-Франківської області з адміністративним центром у с. Красноставці. Сільській раді були підпорядковані населені пункти: - с. Красноставці |

## Склад ради
Рада складалася з 16 депутатів та голови.

### Керівний склад ради
| ПІБ                    | Основні відомості                                                                | Дата обрання | Дата звільнення |
| ---------------------- | -------------------------------------------------------------------------------- | ------------ | --------------- |
| Гуцул Ганна Михайлівна | Сільський голова, 1957 року народження, освіта                                   | 26.03.2006   | 31.10.2010      |
| Гуцул Ганна Михайлівна | Сільський голова, 1957 року народження, освіта вища, член Народного Руху України | 31.10.2010   |                 |

Примітка: таблиця складена за даними джерела